# 尚村
尚村（法語：Champs，法語發音：[ʃɑ̃] ⓘ）是法国多姆山省的一个市镇，属于里永区。

## 地理
尚村（46°3'31"N, 3°5'6"E）面积15.13 平方千米，位于法国奥弗涅-罗讷-阿尔卑斯大区多姆山省，该省份为法国中南部省份，北起阿列省接壤，东临卢瓦尔省，南至上盧瓦爾省和康塔爾省，西接科雷兹省和克勒兹省。
与尚村接壤的市镇（或旧市镇、城区）包括：埃布勒伊、加纳、圣普列斯特当德洛、若兹朗、马尔西亚、圣阿古兰、圣伊莱尔拉克鲁瓦、锡乌勒河畔圣坎坦、旺萨。

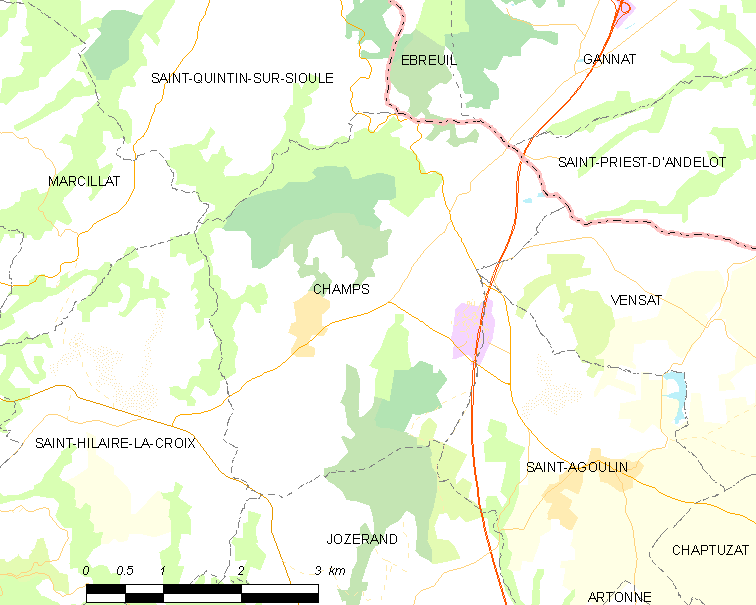
尚村的OSM定位图

尚村的时区为UTC+01:00、UTC+02:00（夏令时）。

## 行政
尚村的邮政编码为63440，INSEE市镇编码为63082。

## 政治
尚村所属的省级选区为圣乔治德蒙斯县。

## 人口

1962-2008年间尚村人口变化图示

尚村于2022年1月1日时的人口数量为421人。